# Youri Messen-Jaschin
Youri Messen-Jaschin (Arosa, Suïssa 1941) és un artista d'origen letó. Com a artista és reconegut a l'art cinètic i les seves incursions en el  body painting. Part de la seva obra la va realitzar mentre va viure a Veneçuela.

## Biografia
Va realitzar els seus estudis artístics a la Universitat Superior Nacional de Belles Arts i la Universitat d'Alts Estudis de la Sorbona, a París. De 1962 fins a 1965 va visitar el Col·legi de Belles Arts a Lausana, i allà va treballar amb el gravador i pintor Ernest Pizzotti.
La seva obra artística s'inicia el 1964 a l'Expo 64 Lausanne amb escultures cinètiques de vidre i acrílic. Durant aquesta etapa d'experimentació i aprenentatge, Youri Messen-Jaschin treballa dos anys al "Centre de la gravure contemporaine" de Ginebra i poc després es trasllada a Zúric, on estén les seves perspectives pictòriques sota l'adreça del pintor Friedrich Kuhn. De 1968 fins a 1970, és membre actiu de l'Högskolan för design & Konsthantwerk de Gotemburg, on treballa en objectes cinètics tèxtils. El 1967, després d'una exposició al Museu d'Art Modern de Gotemburg coneix a Jesús-Rafael Soto, Carlos Cruz-Díez i Julio Le Parc, a través d'aquests artistes, descobreix l'art òptic, i a partir d'aleshores es dedica plenament a l'art cinètic.
Durant la seva prolongada estança a Gotemburg, Messen-Jaschin va treballar en el moviment i les formes geomètriques que va integrar en els seus tèxtils i les seves pintures a l'oli. En aquesta època el seu treball en el domini de l'art òptic va adquirir fama a Escandinàvia, on va tenir l'oportunitat d'exposar en diversos museus.
Als anys 70 es trasllada a Hamburg, on treballa amb artistes alemanys en diferents projectes monumentals. De 1970 a 1981 s'instal·la a Berna, des d'on estableix contacte amb artistes que treballen en el mateix moviment artístic com Oscar Niemeyer al Brasil i Clorindo Testa a Buenos Aires. En aquesta època arriba a Caracas, on posa en escena obres de teatre, coreogràfiques i performances de la seva creació a l'Ateneu de Caracas i d'altres centres. Messen-Jaschin torna a Suïssa el 1983 a causa de la inestabilitat política del país.
L'any 1985, rep la Statua della Vittoria en el Premio Mondiale della Cultura del Centro studi e ricerche delle Nazioni, a Calvatone, Itàlia. Youri es converteix igualment en Académicien de l'Europe de la Università e Centro Studi e Ricerche de l'Europa a Itàlia.
Entre les especialitats de Youri es troba el «body painting», treball que presenta en clubs i posades en escena, o en l'obscuritat utilitzant llums UV. En aquest art, recobreix integralment en quatre hores cossos nus amb colors psiquedèlics i biològics, sense perill per a la pell.